# اريك راسموسن
اريك راسموسن (بالإنجليزية: Eric Rasmussen)‏ هو لاعب كرة قاعدة أمريكي، ولد في 22 مارس 1952 في راسين في الولايات المتحدة.

## وصلات خارجية
- اريك راسموسن على موقع دوري كرة القاعدة الرئيسي (الإنجليزية)
- اريك راسموسن على موقعبيزبول رفرنس.كوم (الدوري الرئيسي) (الإنجليزية)
- اريك راسموسن على موقعبيزبول رفرنس.كوم (الدوري الثانوي) (الإنجليزية)
- اريك راسموسن على موقع إي إس بي إن.كوم (أم.أل.بي) (الإنجليزية)
- اريك راسموسن على موقع مشجعي الرسوم البيانية (الإنجليزية)